# Merse
Der Merse ist ein 68 km langer Fluss in der Region Toskana in Italien, der die Provinzen Siena und Grosseto von Nord nach Süd durchquert und bei Pian di Rocca (Ortsteil von Monticiano) als rechter Nebenfluss in den Ombrone mündet.

## Verlauf
Der Fluss entspringt in den Hügeln Poggio Croce di Prata und Poggio di Montieri südlich von Montieri in der Hügelkette Colline Metallifere auf einer Höhe von 848 m und verbringt im Gemeindegebiet 8 km. Er fließt an den alten Minen von Montieri, Le Roste aufgrund ihrer oxidierenden Eisenminerale und Kupferreste genannt, vorbei und wendet sich zunächst nordöstlich in Richtung Chiusdino (18 km im Gemeindegebiet). Dabei passiert er den südwestlich von Chiusdino gelegenen Ortsteil Ciciano, dann den südöstlich gelegenen Ortsteil Palazzetto. Danach fließt er an der Abbazia San Galgano, der er im Mittelalter als Hauptwasserquelle diente, vorbei nach Norden, wo nach wenigen Kilometern der Fluss Fèccia als linker Nebenfluss am Bivio del Madonnino hinzustösst. Von dort führt der Flusslauf zunächst wenige Kilometer nach Osten, dann nach Norden, wo er die Ortsteile von Sovicille (18 km im Gemeindegebiet) Brenna und Orgia umfließt. Hier wendet sich der Fluss nach Süden, wo er bei San Lorenzo a Merse, ein Ortsteil von Monticiano (14 km im Gemeindegebiet), passiert und die Strada Statale 223 di Paganico unterläuft. Von dort bis zur Mündung dient er Murlo als westliche Grenze (7 km). Wenige Meter danach passiert er die 1368 errichtete und bis 1827 genutzte Brücke Ponte a Macereto (auch Ponte a Maciareto genannt), die heute nur noch als Brückenruine zu betrachten ist. Die Brücke wurde 1487 unter Leitung von Francesco di Giorgio Martini wieder aufgebaut, nachdem sie im Frühjahr 1485 durch Hochwasser zu großen Teilen einstürzte. Nach dem Bau der neuen Brücke für die Regia Strada Grossetana 1827 wurde sie nicht mehr genutzt und erlitt im Zweiten Weltkrieg Schäden. Die heutige Situation entstand durch das Hochwasser von 1962. Hinter dem Ortsteil Bagni di Petriolo trifft der Merse auf seinen rechten Nebenfluss Farma. Wenige Kilometer weiter fließt er im Ortsteil Pian di Rocca in den Ombrone, dessen rechter Nebenfluss er ist.

## Val di Merse
Das Mersetal (Val di Merse) liegt im Südosten der Provinz Siena und umfasst die Gemeinden Chiusdino, Monticiano, Murlo und Sovicille, die sich zur Comunità montana Val di Merse zusammengeschlossen haben.

## Naturparks
Am Merse liegen die Naturparks Riserva naturale Alto Merse und Riserva naturale Basso Merse, die beide 1996 entstanden. Ersterer umfasst ca. 2000 Hektar, letztgenannter ca. 1743, wobei beide auf dem Gebiet der Provinz Siena liegen, der Naturpark Basso Merse zudem auf dem der Provinz Grosseto (1478 Hektar Provinz Siena, 265 Hektar Provinz Grosseto).

## Bilder

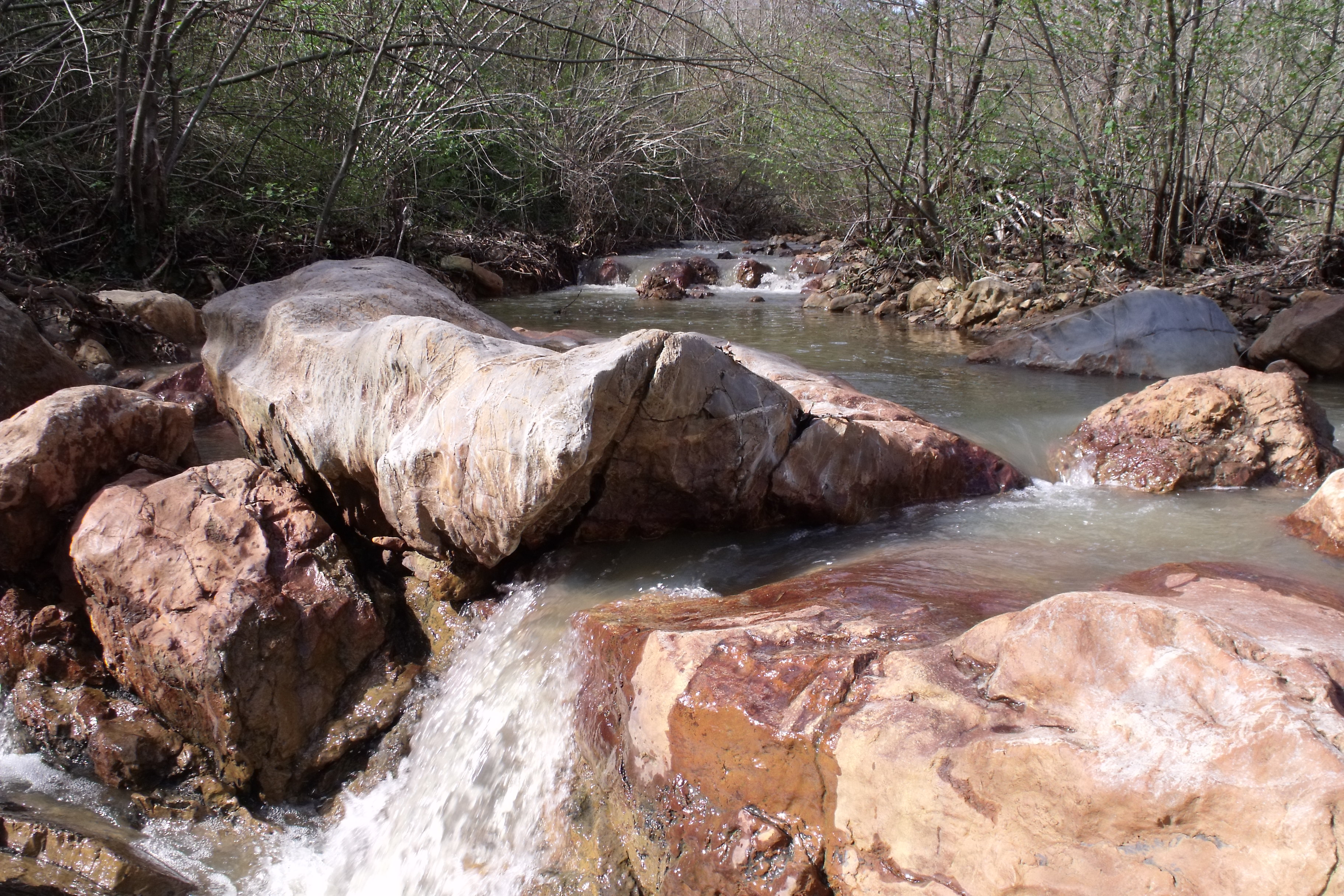
Der Merse bei Montieri nahe der Minen von Le Roste (Montieri)
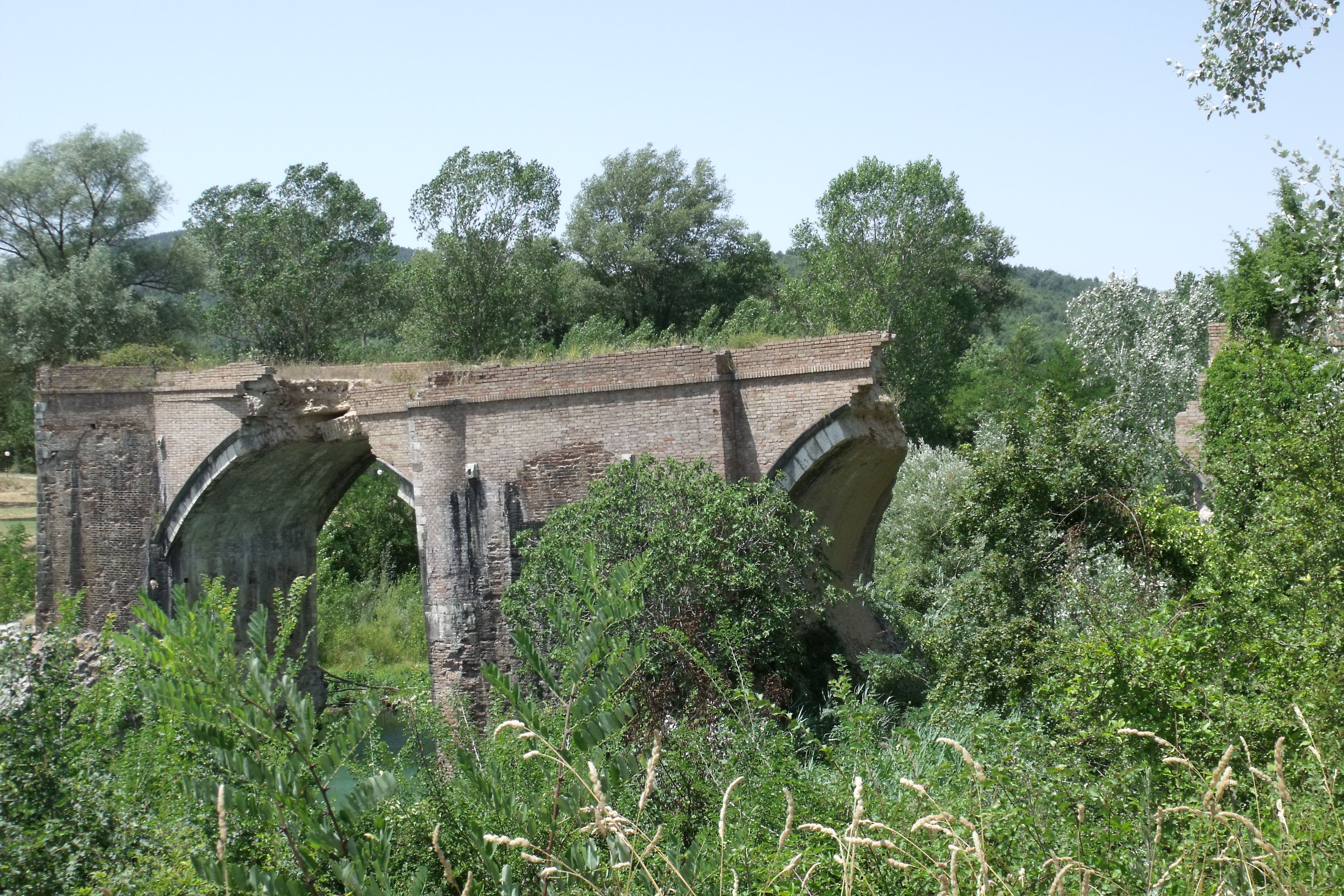
Brückenruine Ponte a Macereto bei San Lorenzo a Merse (Monticiano/Murlo)
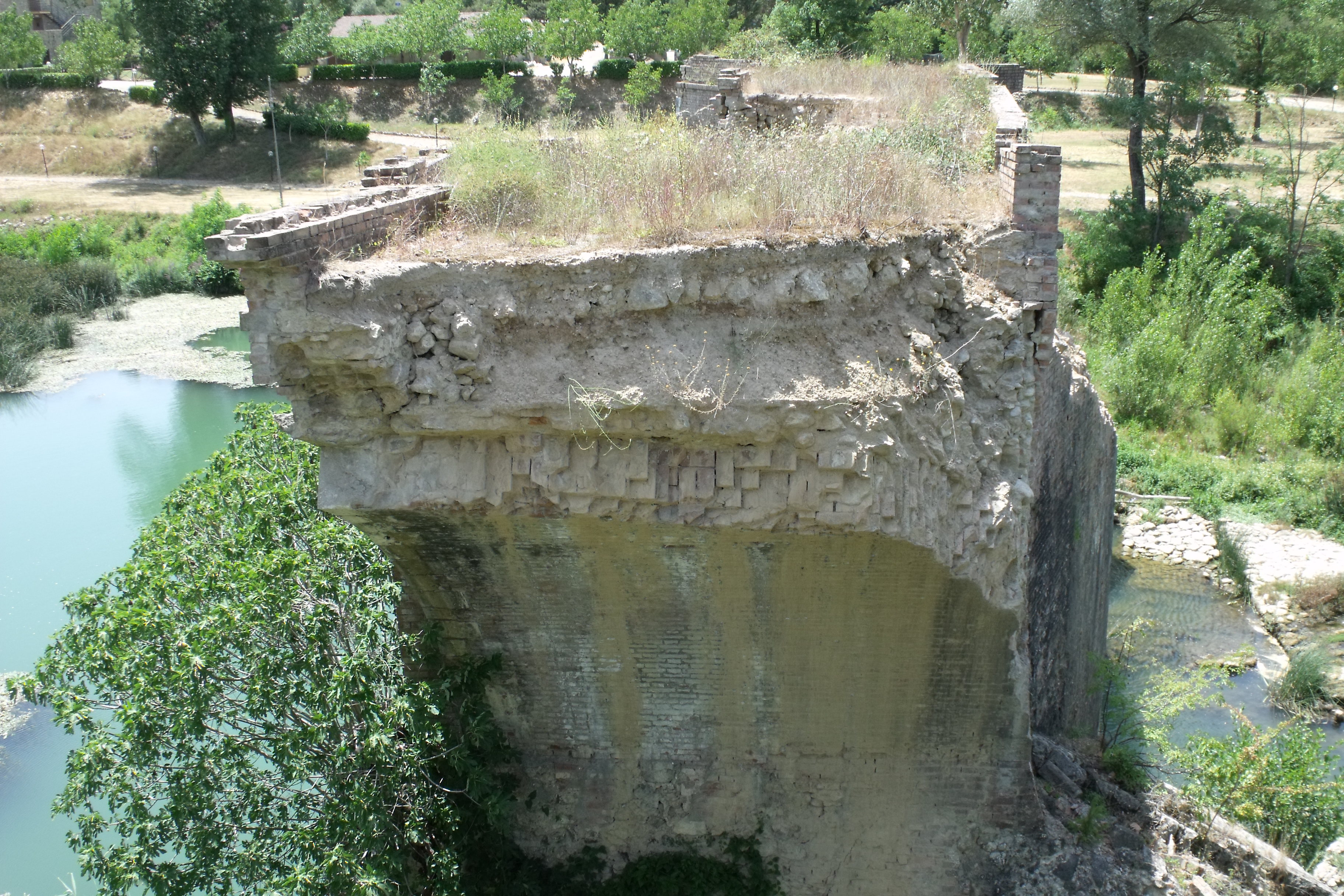
Brückenruine Ponte a Macereto bei San Lorenzo a Merse (Monticiano/Murlo)
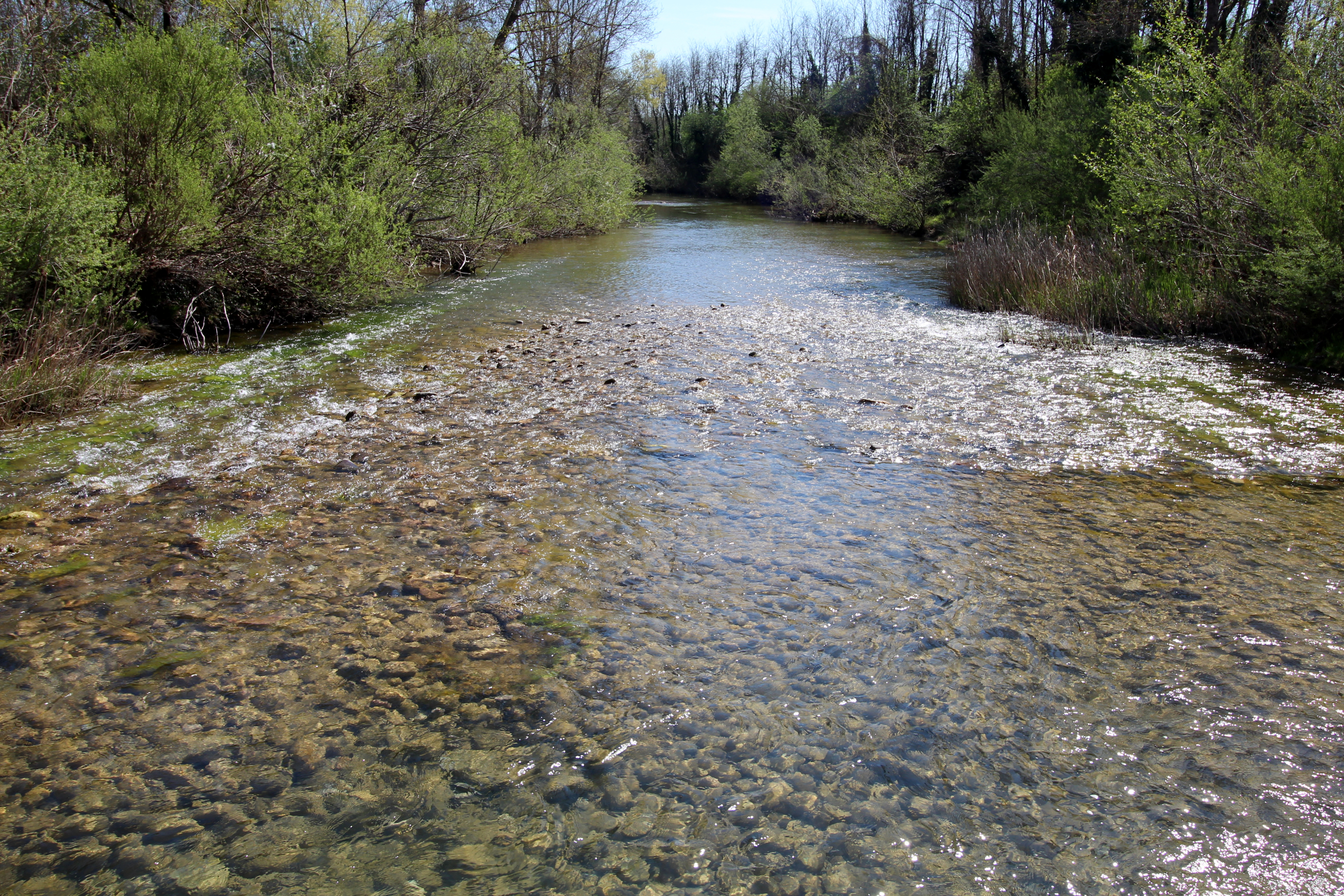
Der Merse bei Orgia (Sovicille)